# Alta Loma Films
Pour les articles homonymes, voir Altaloma Films et ALF.
Alta Loma Films est une société française de production cinéma créée en décembre 1999 par Jean Michel Savy et Didier Boujard.
Alta Loma Films a le statut de société anonyme, elle est inscrite au Registre du Commerce et des Sociétés de Paris et son siège social s'est situé rue de L'Isly, à Paris, avant de déménager au sein de la société coproductrice GéTéVé, 27-31 avenue des Champs-Élysées.

## Production
par première date de sortie en salle

### 1999
- Du bleu jusqu'en Amérique (Blue all the way to America), de Sarah Levy

### 2000
- La Confusion des genres (Confusion of minds), de Ilan Duran Cohen

### 2001
- No hay tierra sin dueño, de Sami Kafati

### 2002
- Le Ventre de Juliette, de Martin Provost

### 2003
- Toutes les filles sont folles, de Pascale Pouzadoux